# Moldávia no Festival Eurovisão da Canção 2010
A Moldávia confirmou a sua participação no Festival Eurovisão da Canção 2010, a 11 de Novembro de 2009.

## Selecção
Para 2010, o país utilizará o mesmo modelo do ano anterior. Um final será realizada em finais de Janeiro de 2010, na qual só podem participar artistas moldavos, no entanto os compositores podem ser de qualquer nacionalidade.
| Artista                       | Canção                 |
| ----------------------------- | ---------------------- |
| Dyma                          | "Manipulate"           |
| Akord                         | "Lady Gaga"            |
| Pasha                         | "I Should Like"        |
| Boris Covali                  | "No Name"              |
| Sunstroke Project & Olia Tira | "Run Away"             |
| Olia Tira                     | "Goodbye"              |
| Alexandru Manciu              | "Ramii linga mine"     |
| Cristy Rouge                  | "Don't Break My Heart" |
| Gloria                        | "I'm Not Alone"        |
| Mihai Teodor                  | "Ai ai ai"             |
| Millenium                     | "Before You Go"        |
| Mariana Mihaila               | "Say I'm Sorry"        |
| Mariana Mihaila               | "I Know You Can"       |
| Monkey Mind & Daniela         | "Smile"                |
| Ionel Istrati                 | "Wait"                 |
| Cristina Croitoriu            | "My Heart"             |
| Marcel Rosca                  | "If Love Is A Thing"   |
| Vica Mahu                     | "Padure verde padure"  |
| Valeria Tarsova               | "See You Soon"         |
| Gloria                        | "Alone"                |
| Gicu Simbir                   | "Cine sunt eu"         |
| Eugen Doibani                 | "Love, Sweet Love"     |
| Gorun Carolina                | "Addicted"             |
| Alex White                    | "Towards the Sky"      |
| Irina Tarasiuc                | "Like A Star"          |